# محوطه جور محله سیاه کشان
محوطه جور محله سیاه کشان مربوط به دوران‌های تاریخی پس از اسلام است و در شهرستان رودسر، بخش رحیم آباد، سیاه کشان واقع شده و این اثر در تاریخ ۲۷ بهمن ۱۳۸۲ با شمارهٔ ثبت ۱۰۹۸۵ به‌عنوان یکی از آثار ملی ایران به ثبت رسیده است.